# Ophioscolex dentatus
Ophioscolex dentatus är en ormstjärneart som beskrevs av George Richard Lyman 1878. Ophioscolex dentatus ingår i släktet Ophioscolex och familjen skinnormstjärnor. Utöver nominatformen finns också underarten O. d. spiniger.